# Revolta da Chibata

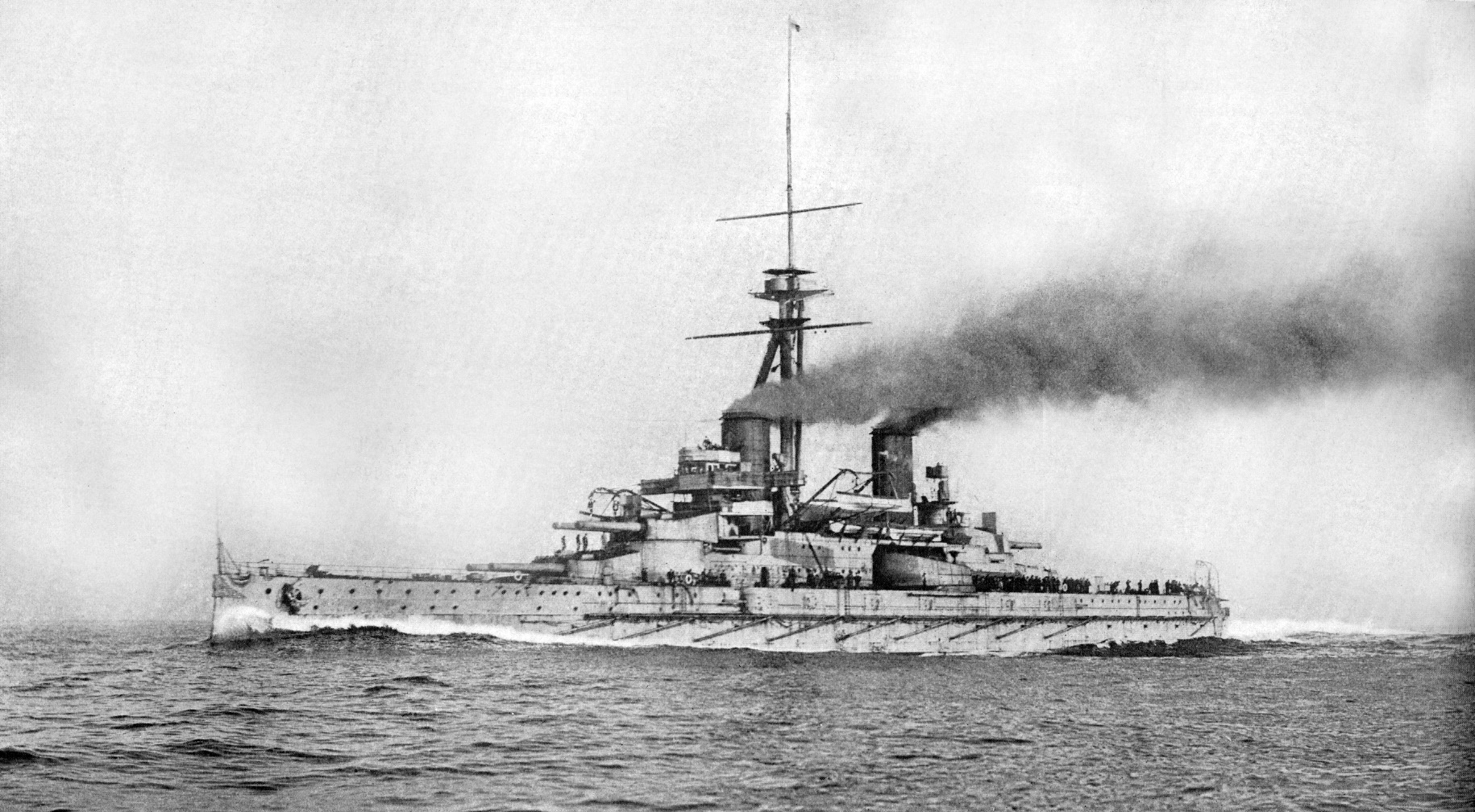
Das Schlachtschiff Minas Geraes, Ausgangspunkt der Revolte

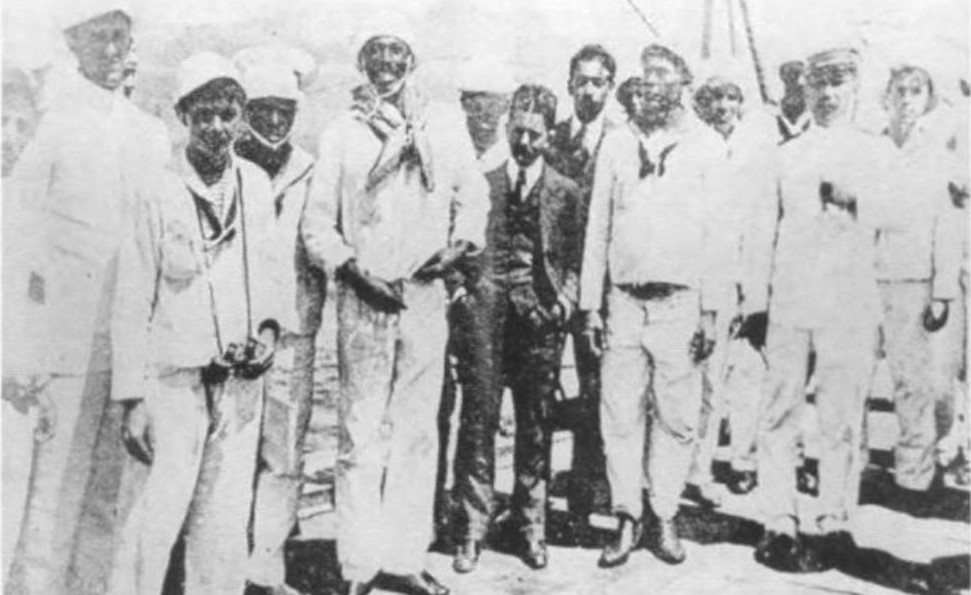
Einige der Seeleute mit Reportern auf der Minas Geraes am letzten Tag der Revolte, in der Mitte João Cândido

A Revolta da Chibata (Die Revolte der Peitsche) war ein Aufstand hauptsächlich schwarzer brasilianischer Seeleute der brasilianischen Marine im November 1910. Über 2000 Seeleute rebellierten gegen die Bestrafung mit physischer Gewalt durch ihre weißen Vorgesetzten.
Der Aufstand war über zwei Jahre lang geplant und wurde unter der Führung des Seemannes João Cândido Felisberto (* 24. Juni 1880; † 6. Dezember 1969) von den Besatzungen von vier großen Kriegsschiffen durchgeführt. Die Revolte ging vom neuen Schlachtschiff Minas Geraes (Minas-Geraes-Klasse) aus und griff auf deren Schwesterschiff São Paulo, das alte Küstenschlachtschiff Deodoro und den Kreuzer Bahia über. Auch kleinere Schiffe wurden übernommen, die Besatzungen wechselten jedoch zur Verstärkung der Mannschaften auf die genannten vier Schiffe, die damit die Flotte der Aufständischen bildete. Die meisten Offiziere und ihnen loyale Mitarbeiter durften dort frei an Land wechseln.
Die Offiziere entstammten dabei praktisch ausschließlich der Oberschicht Brasiliens, die schon früher Reformen verhindert hatte. Die Sklaverei in Brasilien wurde offiziell 1888 abgeschafft, als dem letzten Land westlicher Kultur. Schon im Jahr darauf wurde die Monarchie gestürzt und die Republik eingeführt. Die Situation der schwarzen Brasilianer war jedoch rechtlich unklar. Letztlich wurden Körperstrafen wie Auspeitschung an Land verboten. Bei der Marine wurde sie jedoch beibehalten, da man die einfachen Ränge äußerst gering schätzte – straffällig gewordene Jugendliche der Unterschichten wurden oft in Erziehungslager gesteckt, und etwa ab dem Alter von 16 zum Dienst verpflichtet. Auch wahllose Zwangsverpflichtungen in den Armenvierteln sind aus dieser Zeit bekannt.
Bei der Übernahme der Schiffe am 22. November 1910 gab es sechs Tote, darunter Joao Batista das Neves, der Kommandant des Schlachtschiffs Minas Geraes. Er kam ums Leben, als er versuchte sich mit dem Revolver gegen die Meuterer zu wehren. Anschließend wurde einige Salven über die Stadt Rio de Janeiro hinweggeschossen, um zu zeigen, dass sie die Waffengewalt hatten. Durch einen Boten wurden die Forderungen an die Regierung übersandt, betreffend die Abschaffung von Bestrafung durch Auspeitschungen, Verbesserung der Verpflegung und Amnestie für alle Meuterer.
Am Morgen des 23. November 1910 sah sich die Stadt einer Flotte mit Geschützen gegenüber, gegen die sie keine Gegenmittel hatte. Sofort begann die Regierung jedoch mit Planungen zur gewaltsamen Niederschlagung des Aufstands und beorderte die restlichen Schiffe der brasilianischen Marine heran. Um Zeit zu gewinnen, entsandte sie einen Unterhändler auf die Schiffe, José Carlos de Carvalho. Er berichtete dann jedoch auch, dass die Aufständischen wohlorganisiert waren, und ihre Flotte (zum Erstaunen der Offiziere) in Formation fahren konnte. Da schon eines der Dreadnought-Schiffe mehr Feuerkraft als die gesamten verbliebenen Geschütze hatte, blieb effektiv nur noch die Möglichkeit, die Schiffe mit Torpedos zu versenken.
Über diese Frage entbrannte nun innerhalb der Regierung und im Parlament ein heftiger Streit. Die gerade erst beschafften Kriegsschiffe sollten eigentlich den Aufstieg Brasiliens zur internationalen Macht sichern und waren schon in der Beschaffung eine hohe finanzielle Belastung. Alle anderen Schiffe waren militärisch völlig veraltet, und im damaligen ABC-Wettrüsten völlig unterlegen. So wurde die Situation dann doch so gelöst, dass am 24. November eine Entscheidung ausgearbeitet wurde, die den Forderungen der Aufständischen entsprach, und am 25. November dem Unterhaus zur Annahme vorgelegt wurde.

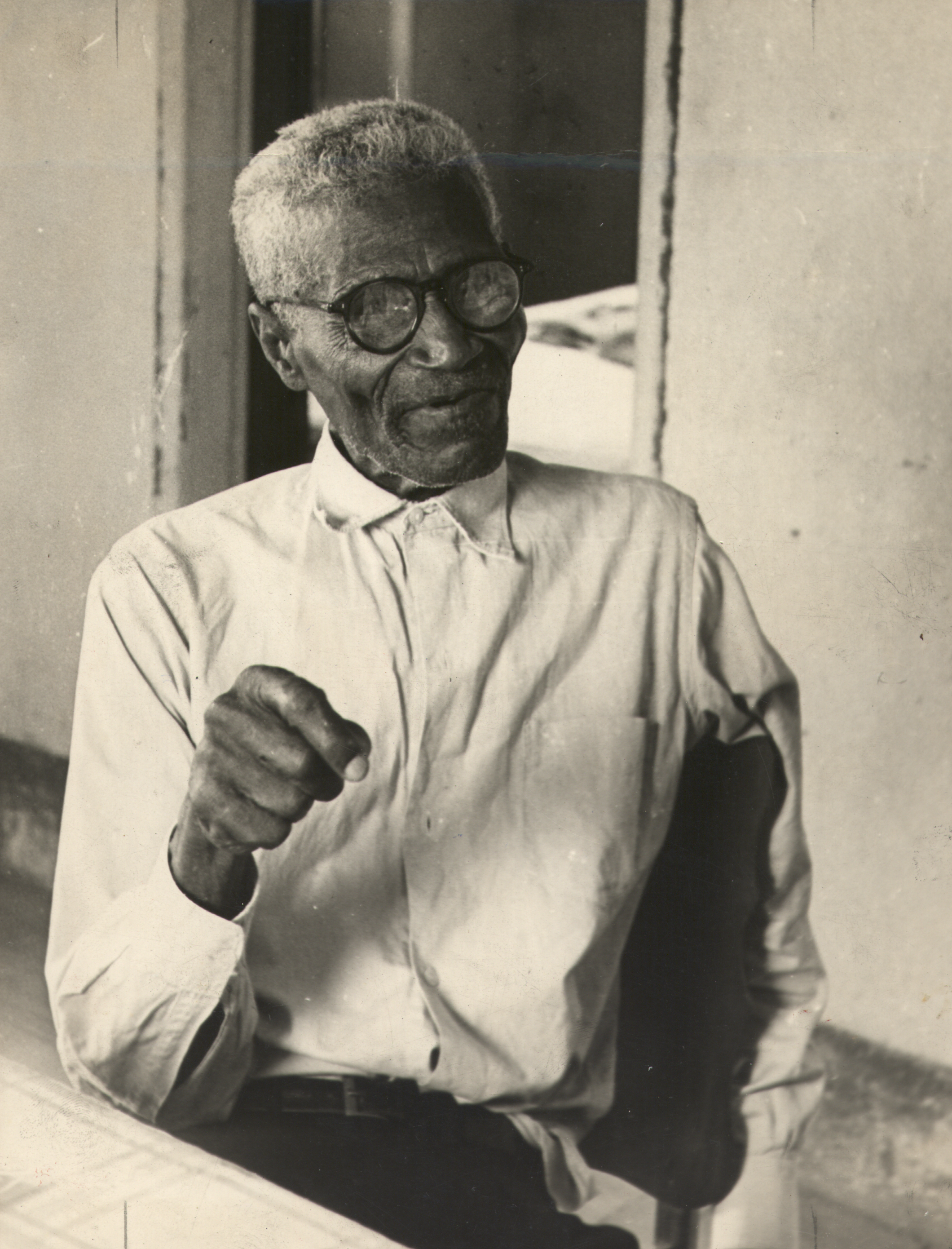
João Cândido, 1963

Nach einer Denkpause akzeptierten die Aufständischen und manövrierten die Schiffe zur Übergabe zurück (sie waren zwischenzeitlich auf die See hinausgefahren, um möglichen Attacken und Torpedos vorzubeugen). So wurden die Schiffe am 26. November wieder an die Marine übergeben. Bis zum nächsten Tag wurden die meisten Meuterer an Land gesetzt, und in den folgenden Tagen die Kanonen außer Funktion gesetzt.
Im weiteren Verlauf kam es zu erheblichen Spannungen in den Besatzungen, sodass man dazu überging, die aufständischen Seeleute sämtlich zu entlassen. Die Angst vor Befehlsverweigerungen war so groß, dass man 1300 Entlassungen aussprach, und die entstehenden Lücken mit portugiesischen Seeleuten von Handelsschiffen deckte. Zudem behauptet die Regierung, über 1000 Reisedokumente ausgestellt zu haben, sodass die Entlassenen in ihre Heimatdörfer zurückkehren könnten.
Im Zuge der Veränderungen auf den Schiffen kam es nun zu einer weiteren Revolte am 9. Dezember. Sie konnte jedoch nicht nur niedergeschlagen werden, sondern bildete den Vorwand, auch die ehemaligen Besatzungsmitglieder festzunehmen. Eigentlich kann die neue Revolte mit dem ersten Aufstand nichts zu tun haben, sodass es letztlich einen Bruch des Amnestieversprechens darstellt. Über 600 Seeleute konnten aufgegriffen werden – und noch am gleichen Tag starben die meisten Anführer des ursprünglichen Aufstandes in den Gefängnissen. Die restlichen Männer wurden zur Zwangsarbeit auf die Plantagen weiter nördlich geschickt, wo dann viele in den Folgejahren unter den extrem heißen Arbeitsbedingungen umkamen.
João Cândido Felisberto überlebte als einer der wenigen die Folter, zog sich allerdings eine schwere Lungenentzündung zu. Der von der Presse „Schwarzer Admiral“ („Almirante Negro“) Genannte verdingte sich nach der Genesung jahrelang als schlechtbezahlter Hafenarbeiter. In der Politik erschien er nur noch ab 1933 als Mitglied der Integralisten. Andere politische Konsequenzen des Aufstandes sind kaum sichtbar – allenfalls mussten fortan die Rekruten der Marine mindestens lesen und schreiben können.